# Bubur pedas
Le bubur pedas est un plat indonésien et malaisien traditionnel, généralement servi durant le Ramadan, après que les musulmans mettent fin à leur jeune pendant l'iftar. Il est composé d'une bouillie de riz et de noix de coco râpée, présentée avec un bouillon. Il tire son nom du bumbu, un mélange d'épices typique indonésien. 

## Préparation
Le bubur pedas est une bouillie à la consistance assez épaisse et d'une couleur généralement jaune. Le bumbu, mélange d'épices typique d'Indonésie donnant son nom au plat, est principalement constitué d'échalote, d'ail, de piment, de Cymbopogon, de poivre noir, de noix de coco râpée et de galanga. Ces ingrédients sont laissés au soleil pendant une journée entière, avant d'être mixé avec du riz, puis cuit sans huile de cuisson, afin de conserver les saveurs. La mixture est ensuite broyée, puis immergée dans l'eau. Un grand nombre de légumes est ensuite rajouté au mélange, comme des carottes, des pommes de terre, des échalotes frites, des champignons, des pousses de bambou, des haricots, en plus de viande de bœuf ou de crevettes frites. Le bubur pedas est servi chaud dans la majorité des cas. De la noix de coco râpée peut également être rajoutée sur la bouillie, pour rehausser le goût.
Le goût épicé du bubur pedas vient à la fois du mélange d'épices, mais également du poivre noir, rajouté lors de la cuisson du riz.

## Popularité et variantes
Originellement servi uniquement aux rois lors d'occasions sacrées, le bubur pedas a ensuite été utilisé pendant les périodes de famine pour nourrir la population quand les stocks de nourriture venaient à manquer.
Le bubur pedas est très populaire dans la région de Sarawak, en Malaisie, principalement appréciée par les musulmans rompant leur jeûne lors du Ramadan. Il est régulièrement trouvé dans les marchés de rue en période de Ramadan. Plat consistant et festif, il n'est cuisiné que pour l'occasion du Ramadan. 